# Île Pearl (Bermudes)
Pour les articles homonymes, voir Pearl.
L'île Pearl est une île des Bermudes. 
Située dans la Grande Baie, à environ cinq cents mètres au nord-ouest de l'île Lambda, elle relève administrativement de la paroisse de Warwick.
Elle constitue un site de nidification pour plusieurs oiseaux marins de la zone comme les pailles-en-queues et les sternes pierregarins.